# Eophileurus multidentatus
Eophileurus multidentatus är en skalbaggsart som beskrevs av Miyake och Yamaya 1993. Eophileurus multidentatus ingår i släktet Eophileurus och familjen Dynastidae. Inga underarter finns listade i Catalogue of Life.